# 토스카나 대공국
토스카나 대공국(이탈리아어: Granducato di Toscana; 라틴어: Magnus Ducatus Etruriae)은 1569년부터 1859년까지 존재했던 이탈리아의 군주국이다. 피렌체 공화국을 대체하면서 중단되었다. 대공국의 수도는 피렌체였다. 19세기에 대공국의 인구는 약 1,815,000명이었다.
1569년 8월 27일 교황 비오 5세의 칙서에 의해 토스카나 대공으로 승격되었다. 대공국은 메디치가에 의해 1737년에 상급 가문이 소멸될 때까지 통치되었다. 구 공화국만큼 국제적으로 유명하지는 않았지만, 대공국은 메디치가의 통치하에서 번창했고, 페르디난도 2세의 통치기까지 코시모 1세와 그의 아들들의 통치하에서 전례 없는 경제적, 군사적 성공을 목격했다. 그것은 코시모 3세 치하에서 절정에 달했다.
메디치가의 동족 후손인 로렌의 프란치스코 스테판은 가문을 계승하고 메디시가의 조상들의 왕좌에 올랐다. 토스카나는 부왕 마르크 드 보바크론에 의해 통치되었다. 그의 후손들은 나폴레옹 보나파르트가 토스카나를 부르봉파르마(에트루리아 왕국, 1801년 ~ 1807년) 가문에 넘겨준 1859년까지 대공국을 통치하고 거주했다. 1814년 나폴레옹 체제가 붕괴되면서 대공국은 복원되었다. 1859년 사르데냐 왕국의 속국인 중앙이탈리아 연방이 토스카나를 합병했다. 토스카나는 1860년 이탈리아 통일의 일환으로 공식적으로 사르데냐에 합병되었다.

## 역대 토스카나 대공

### 메디치가
- 피렌체 공작 알레산드로 (1532~1537)
- 코시모 1세(피렌체 공: 1537~1569, 토스카나 대공: 1569~1574)
- 프란체스코 1세(1574~1587)
- 페르디난도 1세(1588~1609)
- 코시모 2세(1609~1621)
- 페르디난도 2세(1621~1670)
- 코시모 3세(1670~1723)
- 잔 가스토네(1723~1737)

### 합스부르크로트링겐가
- 프란체스코 2세(1737~1765)
- 레오폴도 1세(1765~1790)
- 페르디난도 3세(1790~1799)

### 부르봉가
- 루도비코 1세(1801~1803)
- 카를로 루도비코(1803~1807)

### 보나파르트가
- 엘리자 보나파르트(1809~1814)

### 합스부르크로트링겐가
- 페르디난도 3세(1814~1824)
- 레오폴도 2세(1824~1859)
- 페르디난도 4세(1859~1860)

## 같이 보기
- 토스카나의 역사
- 토스카나의 통치자 목록
- 토스카나 대공녀

## 참고 문헌
- Acton, Harold: The Last Medici, Macmillan, London, 1980, ISBN 0-333-29315-0
- Strathern, Paul: The Medici: Godfathers of the Renaissance, Vintage books, London, 2003, ISBN 978-0-09-952297-3
- Hale, J.R.: Florence and the Medici, Orion books, London, 1977, ISBN 1-84212-456-0
- Frieda, Leonie: Catherine de' Medici, Orion books, London, 2005, ISBN 0-7538-2039-0
- Booth, Cecily: Cosimo I—Duke of Florence, University Press, 1921
- Woolrych, Humphry William: The history and results of the present capital punishments in England; to which are added, full tables of convictions, executions, etc., Saunders and Benning, 1832, (pre-dates use of the ISBN)
- Jackson-Laufer, Guida Myrl: Women Rulers Throughout the Ages: An Illustrated Guide, ABC-CLIO, 1999, ISBN 978-1-57607-091-8
- Parliamentary papers, Volume 16 By the United Kingdom of Great Britain and Ireland. Parliament. House of Commons – Report on the Grand Duchy of Tuscany – John Bowring – 1839